# عراقيون في نيوزيلندا
يتكون العراقيون النيوزيلنديين من عدد صغير من السكان المهاجرين من العراق ومن العراقيين الذين وُلدوا في نيوزيلندا وهم من أصل عراقي.
حسب تعداد عام 2006 فإن 6024 من النيوزيلنديين ولدوا في العراق، على الرغم من أن هذا الرقم سوف يكون أعلى من ذلك لأن الأطفال الذين ولدوا في نيوزيلندا وهم من العراقيين قد يُعتبرون عراقيين وليس نيوزيلنديين. الغالبية العظمى من العراقيين جاءوا إلى نيوزيلندا كلاجئين خلال عقد التسعينات من القرن العشرين وهم من المسيحيين الآشوريين[بحاجة لمصدر] الذين تعرضوا للاضطهاد بسبب دينهم. يتركز وجود العراقيين في أوكلاند وويلينغتون.
عدد كبير من العراقيين المسيحيين (العرقية الكلدانية) يعيشون في منطقة الساحل الشمالي من مدينة أوكلاند. وهم أساسا من المثقفين العراقيين الذين كانوا في العاصمة العراقية بغداد والبصرة. جاءوا مع المهاجرين ذوي المهارات العالية في منتصف التسعينات. عدد كبير منهم استقروا في مرتفعات أونسوورث وضواحي ألباني. وتعتبر منطقة الشاطئ الشمالي واحدة من أسرع المناطق نموا في مجتمعات الشرق الأوسط في نيوزيلندا. الكثير من العراقيين المهاجرين لديهم مشكلة في العمل في المجالات المهنية كما كان هناك نقص في فرص العمل في بداية التسعينات؛ ومع ذلك، في أواخر عقد 2000، قام العديد منهم بتأسيس أعمالهم الخاصة من العيادات الطبية الخاصة إلى الشركات الصناعية.
العديد من العراقيين الذين وُلدوا في نيوزيلندا ما زالوا يحتفظون بسمات ثقافتهم الأصلية. وهذا يشمل العادات العراقية في الطعام والشراب والفن العراقي والأعياد والتزام قوي مع الأسر الأصلية.[بحاجة لمصدر]